# Grzegorz Duszanowicz
Grzegorz Duszanowicz (ur. 16 kwietnia 1970) – polski astronom amator. 
Wybudował pod Sztokholmem prywatne mini-obserwatorium z teleskopem 32-centymetrowym. We współpracy z Michałem Żołnowskim odkrył 3 supernowe i samodzielnie 10. Wspólnie z Jordim Camarasem odkryli planetoidę o oznaczeniu 2022 NA1.